# 雙帶黃毒蛾
雙帶黃毒蛾（学名：Euproctis urocoma）为毒蛾科黃毒蛾屬下的一个种。